# Storie impreviste
Storie impreviste (Tales of the Unexpected) è una raccolta di sedici racconti di Roald Dahl già editi e pubblicata originariamente nel 1979. Tutte le storie erano già apparse su vari giornali e riviste per poi essere pubblicate nei volumi Someone like You e Kiss Kiss. Il volume è arrivato in Italia nel 1993 sotto la traduzione della TEA.

## I racconti

### Palato
- Titolo originale: Taste

Il narratore si trova a una cena a casa dell'agente di cambio londinese Mike Schofield, con la moglie e figlia di quest'ultimo e Richard Pratt, un intenditore di vini. Pratt ha la tendenza a scommettere con Mike sul riuscire a indovinare il vino servito a tavola; quella sera, Mike ha pronto un vino estremamente raro e pertanto decide di alzare la posta in gioco per la scommessa: Pratt mette in palio le sue case, chiedendo in cambio la mano della figlia di Mike nel caso dovesse vincere. Sicuro della vittoria, Mike accetta, ma Pratt inizia gradualmente a riconoscere tutte le caratteristiche del vino. In quel momento arriva la cameriera, che restituisce a Pratt gli occhiali che aveva dimenticato nello studio di Mike, dove era tenuta la bottiglia di vino raro, rivelando che l'uomo ha barato leggendo in anticipo l'etichetta. Furioso, Mike quasi aggredisce Pratt.

### Cosciotto d'agnello
- Titolo originale: Lamb to the Slaughter

Mary Maloney è una casalinga incinta sposata con Patrick, un agente di polizia. Una sera Patrick torna a casa e rivela alla moglie di voler chiedere il divorzio. Scioccata, Mary prende un grosso cosciotto d'agnello congelato da cucinare per cena ma, in un impeto di rabbia, lo usa per colpire la nuca dell'uomo, uccidendolo sul colpo. Temendo cosa capiterà al bambino che porta in grembo se venisse condannata a morte per l'omicidio, Mary prepara un piano: scalda nel forno il cosciotto d'agnello, esce per andare a fare la spesa e, al ritorno, chiama la polizia fingendo di aver appena trovato il cadavere del marito. I poliziotti venuti a indagare (che la conoscono in quanto amici di Patrick), non sospettano di Mary, ritenendo che Patrick sia stato ucciso da un intruso con un oggetto contundente. Mentre loro cercano l'arma del delitto, Mary li convince a mangiare il cosciotto d'agnello appena pronto, facendo così sparire ogni prova.

### La scommessa
- Titolo originale: Man from the South

Il narratore si trova in vacanza in un resort in Giamaica, dove incontra un anziano sudamericano di nome Carlos. Un giovane militare americano si vanta dell'affidabilità del suo accendino, quindi Carlos gli propone una scommessa: se l'americano riuscirà ad accendere per dieci volte di fila l'accendino, gli regalerà la sua Cadillac nuova; se l'americano dovesse perdere, invece, Carlos gli amputerebbe il mignolo della mano sinistra. Il ragazzo accetta, quindi i due si accingono a mettere in atto la sfida al cospetto del narratore (che fa da arbitro) e di una ragazza amica dell'americano. Il ragazzo fa scattare con successo l'accendino otto volte, ma poi entra nella stanza una donna che interrompe la scommessa. Si scusa con i presenti e spiega loro che Carlos è un uomo mentalmente disturbato che ha scommesso per ottenere le dita della gente così tante volte (ottenendo 47 dita e perdendo 11 macchine) da costringerli a fuggire dal loro Paese d'origine per non essere rinchiuso in un ospedale psichiatrico. La donna sostiene che ha "vinto tutto" da Carlos tempo prima per impedirgli di scommettere ulteriormente, dimostrando di aver perso quasi tutte le dita tranne due.

### Mia dolce, mia colomba
- Titolo originale: My Lady Love, My Dove

Arthur e Pamela Beauchamp sono una coppia benestante; Arthur è un mite ex ingegnere radiofonico, Pamela una donna possente e autoritaria. I due ospitano una giovane coppia Henry e Sally Snape, per giocare a bridge, essendo loro dei giocatori estremamente bravi; tuttavia, Pamela non li ha in simpatia, pertanto propone ad Arthur di piazzare un microfono nella loro stanza per origliare quello che si dicono, e Arthur si lascia convincere con riluttanza. Scoprono così che gli Snape sono degli imbroglioni e che usano dei trucchi verbali e gestuali per barare durante il gioco. Estasiata, Pamela decide che anche lei e Arthur devono impararli, costringendo il marito ad accettare.

### Un piccolo tuffo
- Titolo originale: Dip in the Pool

Su una nave da crociera britannica, c'è la possibilità di fare scommesse sulle velocità giornaliera della nave, se sarà superiore o inferiore a quella ipotizzata dal capitano. Durante un giorno di tempesta, ritenendo che il maltempo rallenterà notevolmente la nave, il passeggero William Botibol scommette duecento sterline sul fatto che la velocità sarà inferiore, sebbene sia completamente al verde tranne per poco denaro frutto di anni di risparmi suoi e della moglie. Il giorno dopo, con suo grande sgomento, il tempo è tornato limpido e la nave ha accelerato per recuperare il tempo perduto. William decide quindi di buttarsi fuori bordo per far rallentare la nave, costringendola a fermarsi e a tornare indietro per salvarlo. Si assicura di tuffarsi davanti a una testimone, un'anziana donna, affinché lei possa dare l'allarme. La donna si scopre però essere affetta da demenza: quando viene raggiunta dalla sua badante le dice di aver visto William buttarsi in mare, senza essere presa sul serio.

### Il comandone
- Titolo originale: Galloping Foxley

William Perkins è un uomo ossessionato dalla routine, abituato a essere un pendolare. Viene turbato dalla comparsa improvvisa di un uomo che incontra tutte le mattine alla stazione dove prende il treno per recarsi al lavoro e che interferisce con le sue abitudini, ad esempio sedendosi nel suo stesso scompartimento. Un giorno, improvvisamente, William lo identifica come Bruce Foxley, che aveva conosciuto quando frequentava il collegio di Repton nel 1907. Foxley all'epoca, approfittando della sua posizione di prefetto, aveva ripetutamente abusato fisicamente e mentalmente di lui, sfruttandolo come schiavo personale, tanto da spingerlo quasi al suicidio. William, desideroso di vendicarsi, un giorno si presenta quindi al nuovo pendolare, dicendo di aver frequentato Repton nel 1907. Questi di rimando, dice di chiamarsi Jocelyn Fortescue e di aver frequentato Eton nel 1916.

### Pelle
- Titolo originale: Skin

Drioli, un anziano senzatetto, camminando per le strade di Parigi vede una galleria d'arte con esposte delle opere di Chaïm Soutine. Ricorda che, oltre trent'anni prima, era un famoso tatuatore amico dell'artista, e lo aveva convinto a tatuargli sulla schiena un dipinto da lui eseguito di Josie, moglie di Drioli. Drioli e Soutine si separarono durante la prima guerra mondiale e, durante la seconda, Josie rimase uccisa dai bombardamenti, facendo cadere Drioli in una depressione che lo portò a trascurare i suoi affari, finendo quindi in rovina e venendo costretto a mendicare. Nel presente, Drioli entra nella galleria d'arte parigina e rivela ai presenti il tatuaggio che ha sulla schiena, suscitando l'interesse di eventuali acquirenti. Un uomo afferma di essere il proprietario di un hotel e propone a Drioli di vivere nel suo resort, dove verrebbe servito con tutti gli onori a patto che metta costantemente in mostra il suo tatuaggio e Drioli accetta. Viene però fatto intendere che l'uomo fosse solo un imbroglione e che abbia presumibilmente ucciso Drioli per rimuovergli la pelle della schiena ed esporre il dipinto su di essa.

### La scultura
- Titolo originale: Neck

Dopo aver ereditato l'impero di giornali e riviste di suo padre, Sir Basil Turton si ritrova improvvisamente lo scapolo più ricercato della società londinese. Con grande sorpresa di tutti, sposa un'europea continentale praticamente sconosciuta di nome Natalia, che assume in breve tempo il controllo dei suoi affari. Sei anni dopo il matrimonio, il narratore (un editorialista mondano appassionato d'arte), si incontra casualmente con Lady Turton, che lo invita a vedere la collezione d'arte di Sir Basil nella sua casa di campagna. Il narratore si interessa alle sculture erbacee dell'abitazione e nota che Natalia tratta malamente il marito, con grande irritazione del maggiordomo Jelks. Sir Basil porta il narratore a fare un giro della tenuta e scoprono una coppia che amoreggia e scatta foto umoristiche accanto alle sculture, finché la donna non rimane incastrata in una di essa. I due uomini intervengono e scoprono che la coppia è composta da Natalia e dal maggiore Haddock (un altro ospite della villa), i quali sono palesemente amanti. Basil chiede a Jelks di portargli una sega per liberare la moglie ma il maggiordomo torna con essa e con un'ascia, offrendola sottilmente a Basil per suggerirgli implicitamente di attentare alla vita di Natalia. Basil sembra voler usare l'ascia, con profondo sgomento del narratore e della moglie, ma all'ultimo cambia idea, soddisfatto per la paura suscitata nella donna.

### Nunc dimittis
- Titolo originale: Nunc Dimittis

Lionel Lampson, un ricco scapolo di mezza età e collezionista d'arte, apprende tramite dei pettegolezzi che la sua giovane fidanzata, Janet, lo considera "noioso". Furioso, decide di vendicarsi commissionando anonimamente un dipinto di Janet all'artista locale John Royden, sapendo che quest'ultimo ha un modo peculiare di dipingere le sue modelle, chiedendo loro di posare prima nude, poi in biancheria intima e poi vestite, così da ritrarle "a strati". Una volta che il ritratto è completato, Lionel, che è un esperto restauratore di quadri, scioglie il primo strato di vernice affinché Janet appaia ritratta con gli indumenti intimi, poi organizza una cena a cui partecipano Janet e altri membri d'élite della società, esponendo il quadro umiliante di Janet. Gli ospiti sono scioccati nel vederlo, Janet sviene e Lionel, dopo aver assistito alla loro reazione, se ne va con grande soddisfazione, salvo poi scoprire che i suoi ex amici non hanno apprezzato la trovata e ora lo disprezzano. Pochi giorni dopo, Janet invia a Lionel una lettera con allegato del caviale (cibo preferito dell'uomo), spiegandogli che lo perdona e che lo ama ancora. Lionel mangia il caviale e accusa un forte malessere, probabilmente perché avvelenato dalla donna.

### L'affittacamere
- Titolo originale: The Landlady

Il diciassettenne Billy Weaver si trasferisce a Bath e, in cerca di un alloggio, viene attirato da un bed and breakfast economico gestito da una signora di mezza età eccentrica ma gentile. Billy scopre che gli unici altri due ospiti registrati risalgono a più di due anni prima e trova i loro nomi familiari, pur non riuscendo a ricordarsi dove li ha sentiti; ricorda vagamente che erano degli studenti finiti sul giornale per qualche motivo. La donna serve a Billy del tè che sa di mandorle amare, gli racconta che impaglia tutti gli animali che ha posseduto (un pappagallo e un bassotto) e che gli ospiti precedenti "non se ne sono mai andati". Viene fatto intendere che l'affittacamere abbia ucciso i due studenti e li abbia imbalsamati e che ora ha avvelenato Billy con del cianuro nel tè e intende fare lo stesso con lui.

### William e Mary
- Titolo originale: William and Mary

Mary Pearl è rimasta recentemente vedova del marito emotivamente abusivo William e riceve una sua lettera postuma nella quale le spiega che, poche settimane prima di soccombere per il cancro, aveva ricevuto la visita di un medico di nome Landy, il quale gli aveva offerto la possibilità di continuare a vivere anche dopo la morte trapiantando il suo cervello attaccandolo a un cuore artificiale e immergendolo nella soluzione di Ringer con un occhio, per consentirgli di vedere. Inizialmente William aveva rifiutato l'idea, ma poi aveva acconsentito in quanto gli piaceva l'idea di preservare il suo cervello. Mary, indignata dalla decisione perversa del marito, dopo la sua morte si ribella alle sue imposizioni, ad esempio comprando un televisione nuovo e riprendendo a fumare, poi contatta Landy scoprendo che l'operazione di William ha avuto successo. La donna è attratta dall'impotenza di William, che in precedenza aveva il controllo, ed esprime il volere di portarlo a casa per "occuparsene", sebbene Landy disapprovi. Mary si diverte a provocare William fumando davanti al suo occhio, rinfacciandogli il suo nuovo dominio.

### L'ascesa al cielo
- Titolo originale: The Way Up to Heaven

I Foster sono una ricca coppia sposata che vive a New York. La signora Foster è una moglie brava e devota, ma ha una paura patologica di perdere mezzi di trasporto come treni e aerei; si accorge che il marito sembra tormentarla esacerbando appositamente la sua fobia. Un giorno, la signora Foster deve prendere un aereo per andare a trovare la figlia e i nipoti in Francia; il marito, che ha acconsentito con estrema riluttanza, usa una serie di espedienti per farla ritardare il più possibile. Il volo viene rimandato al giorno dopo per maltempo, ma di nuovo il signor Foster ostacola la moglie, prendendo in giro il suo stato di salute, pretendendo di farsi portare al club prima di andare all'aeroporto (nonostante sia dalla parte opposta all'aeroporto) e costringendola ad aspettare in macchina sostenendo di aver dimenticato in casa un regalo per la figlia. La signora Foster scopre che in realtà il regalo si trova in auto (appositamente nascosto dal signor Foster, che vuole farle perdere il volo), quindi va verso la casa per richiamare il marito ma, sentendo qualcosa, cambia idea e va in aeroporto, partendo per il viaggio di diverse settimane. Al ritorno si scopre che il signor Foster era rimasto bloccato in ascensore e la moglie, pur avendo sentito le sue richieste di aiuto, lo ha lasciato morire.

### Il diletto del pastore
- Titolo originale: Parson's Pleasure

Boggis è un antiquario che, per ottenere profitti, si finge sacerdote e presidente della Società per la conservazione dei mobili rari per acquistare mobili antichi e preziosi da ignari contadini, ingannandoli sul vero valore dei mobili con una serie di trucchi. Durante una delle sue ricerche, scopre in un'abitazione un'inestimabile comò Chippendale e riferisce ai contadini suoi proprietari che non vale quasi nulla, ma intende comprarlo per riutilizzare le gambe del mobile. Gli uomini acconsentono ma, appena Boggis si allontana, loro decidono di fare subito a pezzi il mobile convinti di fargli un favore.

### Mrs. Bixby e la pelliccia del colonnello
- Titolo originale: Mrs Bixby and the Colonel's Coat

Mrs Bixby, sposata con un dentista, una volta al mese si dirige a New York con la scusa di trovare una zia, quando invece si incontra con un colonnello suo amante. Quest'ultimo decide di porre fine alla loro relazione e regala a Bixby una preziosa pelliccia di visone. La donna non sa come giustificare tale nuovo regalo al marito, quindi idea un piano: impegna il cappotto al banco dei pegni senza far contrassegnare alcun nome o indirizzo al biglietto del pegno, dicendo al marito di averlo trovato senza sapere cosa permetta di ritirare al banco dei pegni. L'uomo viene inviato al banco dei pegni per ritirare la pelliccia e la signora Bixby spera così che lui le regali la pelliccia ritirata, ma invece il marito le consegna una modesta stola di visone, sostenendo che era quello che ha ritirato dal banco dei pegni con il biglietto. La signora Bixby scopre che il cappotto di pelliccia è stato invece regalato alla segretaria del signor Bixby, presumibilmente sua amante.

### Pappa reale
- Titolo originale: Royal Jelly

Albert e Mabel Taylor hanno una figlia neonata che deperisce di giorno in giorno perché non mangia. Albert, un apicoltore ossessionato dalle api fin da piccolo, ha l'idea di mettere della pappa reale nel latte della bambina, che diventa più vorace e robusta, nonostante ciò Mabel era molto preoccupata. Albert rivela di aver mangiato lui stesso della pappa reale per diventare più fertile e concepire la figlia, sebbene la sostanza lo abbia fisicamente reso simile a un'ape gigante, così come ora la neonata, fisicamente, inizia a somigliare ad una grossa larva.

### Liszt
- Titolo originale: Edward the Conqueror

Una coppia, Edward e Luisa, trovano in giardino un particolare gatto dal pelo grigio. Luisa si affeziona all'animale e, notando una serie di strani comportamenti in relazione ai brani che lei suona al pianoforte, arriva a credere che il gatto debba essere una reincarnazione del compositore Liszt. Il suo comportamento ossessivo innervosisce Edward, che, a una distrazione della moglie, porta via il gatto (presumibilmente bruciandolo in un falò in giardino), portandola ad avere una crisi isterica.

## Edizioni
- Penguin, 1979, Gran Bretagna
- Michael Joseph Ltd., 1979, Gran Bretagna.
- Vintage, 1979, U.S.A.
- TEA, 1993, Italia.